# アレクサンドル・コプィロフ
アレクサンドル・アレクサンドロヴィチ・コプィロフ（ロシア語: Алекса́ндр Алекса́ндрович Копыло́в / Aleksandr Aleksandrovich Kopylov, 1854年7月14日 – 1911年2月20日）はロシア帝国の作曲家・ヴァイオリニスト。史料によっては姓を「コピロフ（Kopilov）」とする場合がある。 

## 略歴
ロシアの主要な音楽学校に進学する機会にこそ恵まれなかったものの、（今日「ウィーン少年合唱団」として知られるウィーン宮廷礼拝堂聖歌隊を模範として設立された）サンクトペテルブルク宮廷礼拝堂聖歌隊の指揮者やヴァイオリニストとなるべく長年にわたって研鑽を積んだ後、ニコライ・リムスキー＝コルサコフやアナトーリ・リャードフといった名教師の個人指導を受けることができた。自身も生涯の大半を宮廷聖歌隊で教鞭を採ることとなった。
交響楽や歌曲の作家として評価を得たが、リムスキー＝コルサコフとの交遊を通じて室内楽に興味が惹かれるようになり、4つの弦楽四重奏曲を遺した。これらについて、室内楽の研究家として名を遺した音楽評論家のヴィルヘルム・アルトマンは、自著『弦楽四重奏演奏者のための手引き（Handbuch für Streichquartetspieler）』の中で次のように述べている。
これまでに録音されたコプィロフ作品は、《交響曲 ハ短調》作品14と《演奏会用序曲》作品31のほかに、ベリャーエフ・サークルの音楽サロン「金曜日」の一員として提供した弦楽四重奏のための小品がある。コーネル大学附属図書館には、ベリャーエフ社によって1894年に印刷された《弦楽四重奏曲 第2番 ヘ長調》作品23の出版譜が所蔵されており、第1ヴァイオリン用パート譜の端には、ウジェーヌ・イザイが演奏の際に記入した覚え書きが見られる。

## 参考資料
1. ↑  Classical Net - Composer Data - Statistics & Birthday List at www.classical.net

- String Quartet No. 1 in G major, op. 15 - Google ブックス
- String Quartet No. 2 in F major, op. 23 - Google ブックス